# 欧州警察大学校
欧州警察大学校（おうしゅうけいさつだいがっこう、英語：European Police College、フランス語：Collège Européen de Police、略称：CEPOL）は、欧州連合の専門機関のひとつ。2005年に設立され（理事会決定 2005/681/JHA）イギリスのブラムシル（en:Bramshill）に所在する。欧州警察大学校は治安と法秩序維持のため、なかでも越境犯罪との闘いで上級警察官どうしの協力関係の強化を目的に活動する。そのため2001年から教育活動を始めている。
欧州警察大学校では年間70から100程度の会議、セミナーおよび課程を開催している。実施される活動は加盟国の国家警察の教育訓練機関で行われ、その活動は幅広い分野に及んでいる。
欧州警察大学校は2012年度で年845万ユーロの予算がある。欧州警察大学校はディレクターによって管理されており、その任期は4年である。ディレクターは通常、欧州連合加盟国の国家警察教育訓練機関の長から選出され、管理委員会に対して説明責任を負っている。管理員会員長は欧州連合理事会議長を出している加盟国から出ている。管理委員会は年2回開催され、専門調査委員会、計画グループおよびサブ・グループを支援する事ができる。
欧州警察大学校は通常業務を遂行するため30人の常設職員を保持し、学習・科学・調査開発部と団体業務部の2個部門が置かれている。
略語である頭字語はフランス語正式名称から取られている。

## 論争
2010年に欧州警察大学校は2008年度の欧州連合会計基準を満たさなかったとして批判される。元ディレクターのウルフ・グランソン（Ulf Göransson）は調査対象とされ、2010年2月に新ディレクターとしてフランク・バンフィ博士（Dr. Ferenc Banfi）が任命されている。